# Neuruppin
Neuruppin je město v Německu, které je správním centrem zemského okresu Východní Prignitz-Ruppin ve spolkové zemi Braniborsko. Nachází se na pobřeží jezera Ruppiner See 60 km severozápadně od Berlína. Má rozlohu 305 km² a žije v něm okolo 30 tisíc obyvatel.
První písemná zmínka pochází z roku 1238. V 17. století se zde usazovali hugenoti. Roku 1688 se stal Neuruppin posádkovým městem. Po velkém požáru v roce 1787 bylo město přestavěno v klasicistním stylu.
V Neuruppinu se v roce 1819 narodil spisovatel Theodor Fontane, město má proto přezdívku „Fontanestadt“.
Neuruppin bývá označován za nejpruštější ze všech pruských měst.
Partnerským městem Neuruppinu je středočeské historické město Nymburk. "Družba" byla navázána v roce 1972 a v demokratických poměrech znova potvrzena v roce 1994. O prohloubení spolupráce se velmi zasloužil starosta Pavel Fojtík. 

## Hospodářství a infrastruktura
V roce 1905 zde měla sídlo firma Minimax, která vyráběla hasičské přístroje. V roce 1945 byla firma znárodněna a přesídlila do západního Německa. Výroba hasicích přístrojů zde probíhala kontiunálně ve firmách VEB Feuerlöschgerätewerk Neuruppin, který se později jmenoval FLN Feuerlöschgeräte Neuruppin Vertriebs-GmbH, dnes ve vlastnictví firma Johnson Controls.